# Usko Sakari Haahti
Usko Sakari Haahti, född 20 maj 1909 Helsingfors, död där 25 oktober 1978, var en finländsk militär. 
Haahti genomgick Kadettskolan 1928–1930 och utexaminerades från Krigshögskolan 1938, blev överstelöjtnant 1943 och var chef för byrån för landstridskrafterna vid Högkvarterets operativa avdelning 1944–1945. Han var tillsammans med sin förman, chefen för Högkvarterets operativa ledning överste Valo Nihtilä, huvudorganisatör av den så kallade vapensmusselaffären, för vilket han dömdes till sex års tukthus. Haahti blev villkorligt frigiven efter att ha suttit anhållen i 40 månader. Han utsågs i september 1944 att förhandla med tyskarna i Lappland om koordinering av de tyska truppernas reträtt med de finska truppernas framryckning. Förhandlingarna bröts när generallöjtnant Hjalmar Siilasvuo gick till anfall mot Torneå och Kemi. Haahti trädde 1950 i det privata näringslivets tjänst.